# Bromátometrie
Bromátometrie je metoda odměrné analýzy. Je jí možno přímo stanovit v kyselém prostředí titrací odměrným roztokem KBrO3 (má vlastnosti základní látky, není potřeba standardizovat) s použitím indikátoru methylové oranži nebo methylové červeni anorganické soli – např. Sn2+, As3+, Sb3+, Tl+, Cu+ jiné, které se oxidují na Sn4+, As5+, Sb5+, Tl3+, Cu2+. Reakce při laboratorní teplotě probíhají pomalu, a proto se musí roztok zahřát na 50 – 60 °C.

## Princip metody
V kyselém prostředí je KBrO3 silným oxidačním činidlem a je redukován redukujícími látkami až na bromid:
BrO -
3   +  6 H+  +  6 e−  ↔ Br−  +  3 H2O
Jakmile je redukující látka zcela zoxidována, reaguje nadbytečný bromičnan s bromidem vzniklým v roztoku během titrace a uvolní se elementární brom:
BrO -
3   +  5 Br−  +  6 H+  →  3 Br2  +  3 H2O
Konec titrace se projeví nažloutlým zabarvením roztoku vlivem vyloučeného bromu. Tento způsob indikace není příliš citlivý, a proto se k titrovanému roztoku přidává methylová oranž nebo methylová červeň, jimiž je roztok zbarven červeně až do bodu ekvivalence. Po dosažení ekvivalence vyloučený elementární brom tato barviva rozrušuje a roztok se odbarví.

## Příklady stanovení

### Přímá titrace
3 Sn2+  +  BrO -
3   +  6 H+  →  3 Sn4+ +  Br−  +  3 H2O
Bod ekvivalence je odbarvení červenohnědého roztoku v důsledku vznikajícího elementárního bromu, který rozkládá indikátor.
BrO -
3   +  5 Br−  +  6 H+  →  3 Br2  +  3 H2O.

### Nepřímá titrace
Používá se pro organické látky, které reagují s bromem za vzniku příslušných derivátů bromu příliš pomalu. V takovém případě se volí postup, při kterém se k okyselenému vzorku přidá nadbytek bromidu a známý přebytek odměrného roztoku bromičnanu. Po proběhnutí bromace se nezreagované množství bromu stanoví jodometricky titrací thiosíranem (Na2S2O3).
Lze stanovit např. anilin, fenolin, chinolin, askorbovou kyselinu, deriváty hydrazinu, thiomočovinu.